# بانکسیا کوهی
بانکسیای کوهی (نام علمی: Banksia canei) نام یک گونه از سرده بانکسیا است.